# Lies Jans
Elisabeth (Lies) Jans (Anderlecht, 20 januari 1974) is een voormalig Belgisch politica voor de N-VA.

## Levensloop
Lies Jans studeerde in 1997 af als licentiate in de sociologie aan de Vrije Universiteit Brussel. Nadien werkte ze in 1998 korte tijd op de studiedienst van het federale ministerie van Ambtenarenzaken en was ze van 1998 tot 2005 diensthoofd grondgebiedszaken en milieu van het gemeentebestuur van Diepenbeek. Daarna was zij van 2005 tot 2009 secretaris van het OCMW van Diepenbeek.
In 2006 werd ze voor de N-VA verkozen in de provincieraad van de provincie Limburg, waar ze bleef zetelen tot in 2009. Gedurende die periode was ze tevens fractievoorzitter voor N-VA in de provincieraad.
Bij de rechtstreekse Vlaamse verkiezingen van 7 juni 2009 werd ze verkozen in de kieskring Limburg, waardoor ze ontslag nam als provincieraadslid. In de legislatuur 2009-2014 was ze in het Vlaams Parlement vast lid van de Commissie voor Welzijn, Volksgezondheid, Gezin en Armoedebeleid (2009-2014) en de commissie voor Mobiliteit en Openbare Werken (2010-2014). In de commissie Welzijn volgde Jans met name de thema's kinderbijslag, kinderopvang, ouderenbeleid en armoedebestrijding op en ging ze tevens streekdossiers opvolgen die betrekking hadden op de provincie Limburg, zoals de IJzeren Rijn, het Spartacusplan, de Noord-Zuidverbinding en het Strategisch Actieplan Limburg Kwadraat.
Bij de lokale verkiezingen van oktober 2012 werd ze verkozen tot gemeenteraadslid van Hasselt. Begin 2019 werd ze schepen van de stad, bevoegd voor Wijkwerking, Participatie, Sociaal Wonen, Gelijke Kansen en Inburgering, Preventie, Veiligheid en Zorg.
Midden januari 2013 werd ze door het Vlaams Parlement aangewezen als gemeenschapssenator voor de N-VA, wat ze bleef tot aan de verkiezingen van mei 2014.
Bij de Vlaamse verkiezingen in mei 2014 werd ze opnieuw verkozen als lid van het Vlaams Parlement en in hetzelfde jaar werd ze tevens de tweede ondervoorzitter van haar partij. Deze laatste functie oefende ze uit tot in 2017. Tijdens haar tweede legislatuur als Vlaams Parlementslid was zij van 2014 tot 2018 vast lid van de commissie Welzijn, Volksgezondheid en Gezin en van 2014 tot 2019 voorzitter van de commissie Mobiliteit en Openbare Werken.
In mei 2019 stond ze vierde op de Limburgse lijst voor de Kamer van volksvertegenwoordigers. Ze raakte niet verkozen. 
Eind 2020 nam Lies Jans ontslag als schepen van Hasselt, waarmee ze haar politieke loopbaan beëindigde. Ze nam vervolgens de functie van algemeen directeur op bij de gemeente Diepenbeek, die ze sinds begin 2021 uitoefent.